# Wiener Jüdischer Chor
Der Wiener Jüdische Chor ist ein Wiener Konzertchor.
Der Chor wurde 1989 von Timothy Smolka und seiner Familie als Volksliedchor gegründet, der sich der Pflege jiddischen Liedgutes widmete. Neben jiddischen gehören auch sephardische und hebräische Lieder zum regelmäßigen Repertoire. Als Chorleiter waren zunächst Lev Vernik, Oleg Berkovitch und Abraham Breuer aktiv.
Seit 2002 wird der Wiener Jüdische Chor von Roman Grinberg geleitet. Grinberg wirkt dabei als Vocalcoach, Pianist, Arrangeur, Komponist, Korrepetitor und Dirigent.
Der Chor hat mehr als 50 jüdische und nichtjüdische Mitglieder aus 14 Nationen. Er ist bestrebt, durch die Musik interkulturelle Brücken zu schlagen und zur Verständigung zwischen Juden und Nicht-Juden beizutragen.
Sein erstes öffentliches Konzert führte der Chor am 26. Februar 1991 im Theater Akzent in Wien auf. Er ist seitdem unter anderem im Vereinigten Königreich, in Italien, Deutschland, Polen, der Ukraine, Republik Moldau, den Vereinigten Staaten von Amerika und Israel aufgetreten und hat jährlich etwa zehn Konzerte in Wien und Umgebung.
Seit 1991 hat der Chor den Status eines Vereins.

## Diskografie (Auswahl)
- 15 Jahre Wiener Jüdischer Chor (2004)
- Ose Shalom (mit Vienna JazzKlez, 2007)
- A bissele Glik (2009)
- Oy, Chanukka (2013)
- Bay Mir Bistu Sheyn (2020)